# Римнио (Кожани)
Римнио (грчки: Ρύμνιο) је насељено место у саставу општине Кожани, округ Кожани, у периферији Западна Македонија, Грчка.

## Географија
Село Римнио се налази око 26 km јужно од града Кожана и око 16 km од града Србице (Сервија), са десне јужне стране вештачког језера на реци Бистрици (Алиакмонас).

## Историја

### Османско царство
На крају 19. века Римнио је мало грчко хришћанско село у кази Серфиџе Османске империје.
По подацима грчког конзулата у Еласони из 1904. године, у селу живи 70 православних Грка.
По подацима грчке статистике из 1910. године, у селу Римнио живи 70 елинофоних Грка.

### После Балканских ратова
У Првом балканском рату 1912. године, село ослобађа Грчка војска, а после Другог балканског рата 1913. године и договора око поделе османске области Македоније, село улази у састав Краљевине Грчке.
У селу се налази црква „Успеније Богородичино“,, али је главни сеоски празник Усековање главе Светог Јована Крститеља, који се по новом календару прославља 29. августа.
У селу Римнио данас живи 221 становник.